# Amana Bank
Amãna Bank — первый и единственный лицензированный коммерческий банк на Шри-Ланке, который проводит все свои операции в соответствии с принципами исламского банкинга, полностью отстраняется от процентных операций, и предлагает полный спектр банковских услуг для физических лиц, малого и среднего бизнеса, корпоративных банковских услуг, казначейства и торговли
С лозунгом «Обеспечение роста и обогащение жизни» банк обслуживает более 250 000 клиентов через растущую сеть, состоящую из 28 отделений и более 4000 банкоматов, и предоставляет для клиентов интернет-банкинг и мобильный банкинг, открытие счетов через интернет, дебетовые карты Visa с SMS-оповещениями, 365-дневные банковские операции, работает по субботам, увеличенное время работы отделений, круглосуточные депозитные автоматы и банковские отделения исключительно для женщин.
Amãna Bank PLC — автономное учреждение, лицензированное Центральным банком Шри-Ланки и котирующееся на фондовой бирже Коломбо (англ.). Основным акционером является группа IDB из Джидды, владеющая 29,97% акций банка. Группа IDB является многопрофильным финансовым институтом развития с рейтингом «ААА» с капиталом более 150 миллиардов долларов США, членами которого являются 57 стран. Благодаря поддержке группы IDB вместе с другими стратегическими акционерами, включая Bank Islam Malaysia (англ.), AB Bank (англ.) из Бангладеша и Akbar Brothers, Amãna Bank активно продвигается в банковской отрасли Шри-Ланки и сосредоточен на использовании растущего рыночного потенциала.
Головной офис банка расположен по адресу 486 Galle Road, в Коломбо. У банка есть филиалы в 29 местах по всей стране.
В апреле 2020 года рейтинговое агентство Fitch Ratings присвоило Amana Bank PLC рейтинг BB+ со стабильным прогнозом.